# 동림 (가수)
동림(본명: 이동림 (李曈林), 1990년 4월 1일 ~ )은 대한민국 보이 그룹 달마시안의 메인댄서와 리드보컬을 담당했었고. 그 이후 싱어송라이터로써 솔로 활동을 이어가고 있다.

## 음반

### 솔로
- 2015년 8월 21일 ‘Butter Beer’
- 2016년 7월 29일 ‘뭉게구름’
- 2017년 6월 29일 ‘많이 사랑해’
- 2019년 2월 21일 ‘you are my 밤’
- 2020년 6월 10일 ‘바다와 하늘과 대지와 너’
- 2021년 4월 6일 ‘햇살’

### 그 외
- 2015년 5월 8일 ‘Zombie Zone’
- 2015년 6월 26일 ‘Track’
- 2015년 10월 22일 ‘Coffee In The Morning’